# ميثاق رابطة الدول المستقلة
ميثاق رابطة الدول المستقلة، المعروف أيضًا باسم النظام الأساسي لرابطة الدول المستقلة (الروسية: Устав Содружества Независимых Государств)، هو اتفاق دولي بين الدول التي تشكل رابطة الدول المستقلة.

## تاريخ
وقّع على الميثاق في 22 يناير 1993 في مينسك من قبل رؤساء دول رابطة الدول المستقلة وأودّع لاحقًا لدى الأمم المتحدة.  ويحدد أهداف وهيئات ووظائف رابطة الدول المستقلة، فضلاً عن معايير العضوية. وقعت روسيا وبيلاروسيا وأرمينيا وكازاخستان وقيرغيزستان ومولدوفا وطاجيكستان وأوزبكستان على المعاهدة وصادقت عليها، في حين انضمت إليها أذربيجان في وقت لاحق. انضمت جورجيا أيضًا إلى المعاهدة في عام 1993، ودخل الانضمام حيز التنفيذ في عام 1994، ولكنها انسحبت في عام 2008، ودخل الانسحاب حيز التنفيذ القانوني في عام 2009. ولم توقع أوكرانيا وتركمانستان على المعاهدة أو تنضما إليها، على الرغم من اعتبارهما جزءا من رابطة الدول المستقلة عند توقيع المعاهدة.

## عضوية
تُعرّف الاتفاقية الدول التي تُعتبر أعضاءً فيها. ووفقًا للمادة 7، تُعتبر الدول التي صادقت على هذه المعاهدة فقط أعضاءً. ومع ذلك، تُعرّف المادة نفسها الدول التي صادقت على معاهدة إنشاء رابطة الدول المستقلة وبروتوكولها الملحق بها بأنها "دول مؤسسة لرابطة الدول المستقلة". وقد أدى هذا إلى غموض قانوني، حيث صادقت أوكرانيا وتركمانستان على المعاهدة والبروتوكول، وبالتالي تُعتبران "دولتين مؤسستين لرابطة الدول المستقلة". لم تُصادق أوكرانيا وتركمانستان على ميثاق رابطة الدول المستقلة قط، وبالتالي لا يُمكن اعتبارهما عضوين فيه بعد دخوله حيز النفاذ. ومع ذلك، واصلت كلٌّ من أوكرانيا وتركمانستان مشاركتها في رابطة الدول المستقلة، حيث أصبحت تركمانستان عضوًا منتسبًا في رابطة الدول المستقلة في أغسطس 2005، وفقًا للإجراء المُحدد في المادة 8 من الميثاق.

### أوكرانيا
توقفت أوكرانيا عن المشاركة في رابطة الدول المستقلة في عام 2018،  مما أثار شكوكًا حول الإجراءات اللازمة لإنهاء عضويتها في الرابطة.  اعتبارًا من ديسمبر 2018، لم تعد أوكرانيا عضوًا في رابطة الدول المستقلة وتوقفت عن المشاركة فيها. ومع ذلك، فإنها تظل طرفاً في المعاهدة والبروتوكول ذي الصلة، ووفقاً للميثاق، فهي "دولة مؤسسة لرابطة الدول المستقلة"، ما لم يُعدّل الميثاق أو يُلغى.

### جورجيا
انسحبت جورجيا من ميثاق رابطة الدول المستقلة  وجميع المعاهدات الأخرى ذات الصلة، مثل معاهدة إنشاء رابطة الدول المستقلة وبروتوكولها ذي الصلة في 18 أغسطس 2008. ودخل هذا القرار حيز التنفيذ، وفقاً للميثاق، بتاريخ 12 أغسطس 2009.
انسحبت جورجيا من وزراء دفاع رابطة الدول المستقلة في 3 فبراير 2006، لأن العضوية في تلك المجموعة لم تكن متوافقة مع المشاركة في حلف شمال الأطلسي. 